# Frank Cho
Compléments
Psycho Park
Shanna
Frank Cho, de son vrai nom Duk Hyun Cho, est un scénariste et dessinateur de bande dessinée américain, né en 1971 à Séoul.

## Biographie
Cette section ne s'appuie pas, ou pas assez, sur des sources secondaires ou tertiaires indépendantes du sujet. Le texte peut contenir des analyses inexactes ou inédites de sources primaires.
Pour l'améliorer, ajoutez-en, ou placez des modèles {{Source secondaire souhaitée}} ou {{Source secondaire nécessaire}} sur les passages mal sourcés. (novembre 2022)
Né en Corée du Sud, Frank Cho émigre avec ses parents aux États-Unis à l'âge de six ans. Alors qu'il suit l'école d'infirmiers de l'université du Maryland, il crée la série de comic strips University² pour le journal étudiant The Diamondback. Diplômé en 1996, il choisit finalement une carrière artistique et signe pour l'éditeur Creators Syndicate Inc. la série Liberty Meadows (Psycho Park en France), qui est dérivée de University².
En avril 1999, il se marie. Lui, sa femme Cari Guthrie, et leur basset Truman ont vécu à Columbia (Maryland, États-Unis). Par la suite, il travaille pour le fameux éditeur de comics Marvel, en dessinant notamment plusieurs épisodes de la série Marvel Knights Spider-Man, ainsi qu'une mini-série consacrée à Shanna, the She-Devil. Fin 2005, il assurera les dessins des New Avengers no 14 et no 15 avec Spider-Woman en tête d'affiche. Un autre projet est en cours chez l'éditeur Image Comics : Zombie King. Le numéro #0 est paru en 2005. Frank Cho reprendra la suite de cette histoire juste après son travail sur New Avengers.
University², the Angry Years!, recueil de ses strips parus pendant ses années d'étudiant, a déjà connu 5 tirages successifs aux États-Unis (tous épuisés).
Frank Cho et Cari Guthrie ont eu deux enfants ensemble : une fille, née en 2001 et une née en 2004 ; Frank Cho et Cari Guthrie se sont séparés en 2008 et ont divorcé en 2009. Frank Cho a par la suite entamé une relation avec Mara Herning.

## Œuvres

### Psycho Park
- Psycho Park, Vents d'Ouest :

1. Bienvenue à Liberty Meadows, 2002  (ISBN 2749300142).
2. La vengeance est un plat qui se mange froid, 2002  (ISBN 2749300401).
3. Coup de filet à Liberty Meadows, 2003  (ISBN 2749300800).
4. Tout feu tout flamme, 2003  (ISBN 2749300991).
5. Les Fiançailles de Brandy, 2004  (ISBN 2749301513).
6. Le Voyage transdimensionnel, 2005  (ISBN 2749301572).

### Autres
- Zombie King no 0 (Image, 2005)
- Shanna, the She-Devil no 1-7 (Marvel, 2005)
- Marvel Knights Spider-Man no 5, 8 (Marvel, 2004, 2005)
- Ultimate Spider-Man Super Special (6 pages sur 64, Ultimate Marvel, 2002, traduit dans Ultimate Spider-Man Hors Série 5 de Panini)
- Jungle Girl (Dynamite Entertainment)
- Savage wolverine
- Women selected Drawing & illustrations
- Skybourne, Delcourt comics, avec Mike Carey, Toni Fejzula, John Arcudi, Mike Perkins, 2017.
- Fight girls (2021)

## Couvertures
- Conan the Cimmerian (Dark Horse Comics)
- Witchblade (Image comics)
- Hellboy (Dark Horse)
- Power Girl (DC Comics)
- Ka-Zar
- Footman15:… (Bald Guy studio)
- Masquerade no 1 (Dynamite Entertainment)
- Savage Red Sonja: Queen of the Frozen Wastes (Dynamite Entertainment)
- Paul Dini's Jingle Belle's All-Star Holiday Hullabaloo 2000

Marvel Comics
- Hulk, Red Hulk…
- Ms. Marvel
- The Mighty Avengers
- Black Panther no 18, no 8, no 3

## Prix
- 1999 : Prix Ignatz du meilleur auteur et celui du meilleur comic book pour Psycho Park, t. 1
- 2002 : Prix du comic book de la National Cartoonists Society pour Psycho Park
- 2002 :  Prix Max et Moritz du meilleur comic strip international pour Psycho Park
- 2006 :  Prix Haxtur du meilleur dessin et du finaliste ayant reçu le plus de votes pour Shanna